# Egyptens herrlandslag i landhockey
Egyptens herrlandslag i landhockey representerar Egypten i landhockey på herrsidan. Laget slutade på 12:e plats vid 1992. och 2004 års olympiska turneringar.

### Fotnoter
1. ↑  Todor Krastev (21 mars 1992). ”Men Field Hockey Olympic Games 1992 Barcelona (ESP) - 26.07-06.08 Winner Germany” (på engelska). Sport Statistics. Arkiverad från originalet den 17 juli 2015. https://web.archive.org/web/20150717073600/http://www.todor66.com/hockey/field/Olympic/Men_1992.html. Läst 27 juli 2015.
2. ↑  Todor Krastev (21 mars 2004). ”Men Field Hockey Olympic Games 2004 Athens (GRE) - 15-27.08 Winner Australia” (på engelska). Sport Statistics. Arkiverad från originalet den 6 mars 2016. https://web.archive.org/web/20160306035819/http://todor66.com/hockey/field/Olympic/Men_2004.html. Läst 27 juli 2015.